# Гардерова железа
Га́рдерова железа́ или железа мигательной перепонки (лат. glandula nictitans) — парные экзокринные железы у наземных (за исключением приматов, в том числе и человека) и вторично-водных позвоночных. Гардерова железа связана с существованием мигательной перепонки (третьего века) и расположена во внутреннем (медиальном) углу глаза.
Размеры больше слёзной железы, выполняет ту же функцию, но секрет отличается содержанием липидов, тонкий слой которых располагаясь сверху слёзной плёнки, снижает её испарение у наземных животных, разграничивает от смывания водой у водных животных. Цвет секрета беловатый, обладает щелочной реакцией. Проток железы открывается во внутреннюю поверхность у нижнего края третьего века.
Гардерова железа была впервые описана в 1694 году швейцарским анатомом Иоганном Якобом Гардером у оленей: благородного оленя (лат. Cervus elaphus) и лани (лат. Dama dama).